# Rákóczifalva
Rákóczifalva [rákóčifalva] je město v Maďarsku, v župě Jász-Nagykun-Szolnok, jež patří pod okres Szolnok. Nachází se asi 1 km jižně od Szolnoku. Název města se skládá ze jména Rákóczi (podle maďarského národního hrdiny Františka II. Rákócziho) a falva, což je jiná varianta slova falu a znamená vesnice. V roce 2017 zde žilo 5 256 obyvatel. Dle údajů z roku 2001 zde žilo 99 % obyvatel maďarské a 1 % jiných (především romské) národností.
Městem protéká řeka Tisa, nejbližšími městy jsou Martfű a Szolnok. Blízko je též obec Rákocziújfalu.